# 터보 C++
터보 C++(Turbo C++)는 볼랜드 C++ 컴파일러에 통합 개발 환경 (IDE)으로, 높은 컴파일 수준과 빠른 연결 속도를 자랑한다. 그러므로 "터보"라는 말이 붙게 되었다. 볼랜드의 매우 잘 알려진 컴파일러들(터보 파스칼, 터보 베이직, 터보 프롤로그. 터보 C)의 계열의 일부에 속해 있었다. 터보 C++는 터보 C를 뒤를 잇는다. 터보 파스칼과 달리, 터보 C++는 언제나 C++ 언어 표준을 고수하였다. MS-DOS 제품은 ISO 표준 C++을 컴파일하지 못했는데 그 까닭은 표준이 완성되기 전에 개발이 중단되었기 때문이었다.
볼랜드는 최근에 "터보" 제품을 다음의 제품으로 구성하였다.:
- 새로운 모든 버전의 터보 C++
- 터보 델파이 (닷넷 호환 버전 포함)
- Win32용 터보 C#
- 닷넷 프로그래밍

지금은 터보 C++에 이어 C++빌더라는 이름으로 새로운 버전이 나오고 있다.

## 같이 보기
- 코드기어